# Земля Эльзы
«Земля́ Э́льзы» — фильм режиссёра Юлии Колесник, выпущенный производственной компанией «Спутник Восток Продакшн» в 2020 году. Сценарий написан на основе пьесы молодого современного драматурга Ярославы Пулинович «Земля Эльзы», поставленной в 30 театрах по всей России.

## Сюжет
Два человека встретились. Они влюбились. Но все вокруг, родные и знакомые, объявили войну этой любви, потому что героям — за 70. Недавно овдовевшая героиня Эльза должна была носить траур. Действие происходит на Алтае, в месте проживания Эльзы. Её любовь Леонид — не местный. Окружающие осуждают их отношения. Они отказываются «доживать» жизнь и жить по установленным кем-то правилам. Роман Эльзы и Леонида приводит к напряженности в семьях влюбленных и становится переломным в судьбах их детей.

## В ролях
- Ирина Печерникова — Эльза Генриховна Блюментрост
- Вениамин Смехов — Леонид Викторович, бывший учитель географии
- Анна Уколова — Ольга Васильевна, дочь Эльзы Генриховны, фельдшер скорой помощи
- Любовь Константинова — Дарья, внучка Эльзы Генриховны
- Мария Беккер — Лада, жена Евгения
- Сергей Епишев — Евгений, сын Леонида Викторовича
- Виктор Осипов — Вадим, муж Дарьи
- Ульяна Снитко — Марта, правнучка Эльзы Генриховны
- Людмила Мальцева — Людмила, руководитель хора в сельском доме культуры
- Елена Зотова — Зинаида
- Владимир Лопатин — Иван, муж Людмилы
- Владимир Горюшин — Николай
- Любовь Хотиёва — жена Николая
- Георгий Обухов — Григорий, бывший заместитель председателя колхоза
- Наталья Казанцева — дочь Григория
- Юрий Горин — Василий
- Ольга Обухова — Софья
- Анастасия Лоскутова — Марина, продавщица в сельском магазине
- Максим Битюков — водитель рейсового автобуса, влюблённый в Ольгу Васильевну
- Александр Шарафутдинов — Сергей, продавец-консультант в обувном магазине
- Всеволод Макаров — Олег, любовник Дарьи, «фитнес тренер»
- Егор Голдырев — курьер из обувного интернет-магазина
- Ирина Ефимова — продавец-консультант в свадебном салоне
- Галина Чумакова — врач
- Елена Кегелева — охранница в больнице

## Съемочная группа
- Авторы сценария:
  - Юлия Колесник
  - Александр Русаков
- Режиссёр: Юлия Колесник
- Главный оператор: Евгений Цветков
- Художник-постановщик: Денис Бауэр
- Монтажёр: Николай Пигарев
- Художник по костюмам: Татьяна Долматовская
- Продюсеры:
  - Александр Кессель
  - Руслан Сорокин
  - Галина Сыцко
  - Евгений Ящук
  - Гийом де Сей

## Награды и номинации
- Первый фестиваль экранизаций «Читка»[6]. (Москва, Россия, июнь 2019), секция «Work-in-Progress»

Диплом Первого фестиваля экранизаций "Читка" «За самый пронзительный актёрский дуэт актёрам Вениамину Смехову и Ирине Печерниковой»
- Международный кинофестиваль «8 женщин»[7]. (Россия, Москва, апрель 2021)

Специальный приз Фонда Розы Люксембург
- Фестиваль современного Российского кино KINOFF[8]. (Эстония, Ида-Вирумаа, 15 декабря 2020)

Приз зрительских симпатий
- Открытый российский кинофестиваль кино и театра «Амурская осень»[9]. (Благовещенск, Россия, октябрь 2020)

Приз «Российской газеты»
- Фестиваль современного патриотического кино «Малая земля»[10]. (Россия, Новороссийск, мая 2020)

Приз главы муниципального образования город Новороссийск «За пронзительно рассказанную лирическую историю героев на склоне лет»
Приз прессы «За смелый подход к деликатной теме любви „золотого возраста“»
- Кинофестиваль «Провинциальная Россия»[11]. (Россия, Ейск, июнь 2021)

Приз за лучший сценарий
- 14-й Чебоксарский международный кинофестиваль[12]. (Россия, Чебоксары, июнь 2021)

Приз зрительских симпатий
- Новое российское кино ММКФ (Москва, Россия, октябрь 2020)
- Международный кинофестиваль кино и телевидения «Святой Владимир» (Севастополь, Россия, октябрь 2020)
- «Osnabruck International Film Festival» (Оснабрюк, Германия, октябрь 2020)
- Всероссийский кинофестиваль, посвященный укреплению межнационального единства «Человек, познающий мир»[13]. (Керчь, Россия, ноябрь 2020)

Специальный приз Республиканской независимой общественно-политической газеты «Крымская правда» «За веру в вечную любовь»
- Международный благотворительный кинофестиваль «Лучезарный ангел»

3-е место в полнометражном игровом кино. (Россия, Москва, ноябрь 2020)
- XVIII городской фестиваль отечественного кино «Золотая лента» (Когалым, Россия, ноябрь 2020)
- Gangneung International Film Festival (Каннам, Южная Корея, ноябрь 2020)
- Veracruz World Film Festival (Веракуз, Мексика, декабрь 2020)
- XXVI Международный кинофестиваль фильмов о правах человека «Сталкер» (Москва, Россия, декабрь 2020)
- Всероссийский кинофестиваль «Кабардино-Балкария 100» (Нальчик, Россия, декабрь 2020)
- Международный православный кинофестиваль «Встреча» (Обнинск, Россия, февраль 2021)

Приз губернатора Калужской области. (Россия, Обнинск, ноябрь 2020)
- Пятый международный фестиваль «17 мгновений» имени Вячеслава Тихонова
- Кинофестиваль фильмов стран ШОС в Душанбе
- Всероссийский Шукшинский кинофестиваль
- IX Международный Кинофестиваль «Славянская сказка» в Евразийском пространстве
- Международный кинофестифаль «Västerås Film Festival»
- Российская кинематографическая премия «Ника»

Номинация — Лучшая женская роль второго плана (Анна Уколова).